# D-Generation X

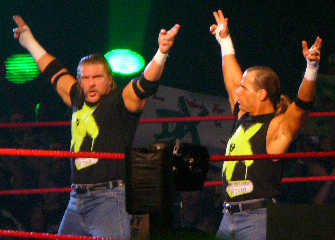
D-Generation X.

D-Generation X (scris uneori și Degeneration-X sau DX) este o echipă de Wrestling care face parte din World Wrestling Entertainment.
Gimmick-ul DX este cel al unor rebeli care întotdeauna fac și spun ceea ce vor indiferent de circumstanțe. DX este considerat unul din cele mai de succes stable-uri din istoria wrestlingului. Ea este formată din Shawn Michaels și Triple H.
Paul Michael Levesque s-a născut pe data de 27 iulie 1969 în Nashua New Hampshire și este un wrestler american cunoscut sub numele de Triple H. În prezent acesta activează în divizia RAW a World Wrestling Entertainment.El are o înălțime de 1.9 și 116 kg.
Michael Shawn Hickenbottom s-a născut pe data de 22 iulie 1965 în San Antonio, Texas și este un wrestler american cunoscut sub numele de Shawn Michaels. În prezent activează în divizia RAW a World Wrestling Entertainment. Acesta are o înălțime de 1.84 și 109 kg.
Grupul s-a format și a evoluat în perioada 1997-2000, componența lui suferind multiple modificări. În anul 2000 în perioada când Shawn Michaels a fost accidentat, din DX a făcut parte Triple H, John Cena și X-Pac, dar după întoarcerea lui Shawn după o accidentare de 12 luni, Triple H și Shawn Michaels l-au dat afară pe X-Pac, iar Cena s-a întors împotriva lui Triple H și a lui Michaels. După câteva apariții singulare în anii 2000 și 2002, în anul 2002 DX-ul era cât pe ce să se reunească din nou după 2 ani dar Triple H a decis să îi facă un pedigree bunului său prieten Shawn Michaels, după care acești 2 luptători au avut conflicte foarte lungi în anul 2002.                                    
DX s-a reformat în iunie 2000X începând  un nou feud cu Spirit Squad la Vengeance 2006 unde D-generation X câștigă meciul. La Raw Dx au o luptă cu Vince McMahon și Shane unde DX își bate joc de McMaho. În anul 2000 a  fost destrămată din cauza accidentării lui Triple H de la New Years Revolution din 2000 provocată de Rated-Rko.
- În anul 2009 Triple H l-a sunat pe Shawn Michaels în care Triple H nu a mai reușit să facă față grupării din Legacy (Orton, Dibiase și Rhodes) iar Shawn nu a vrut să se mai întoarcă curând în WWE pentru a se reface după meciul nebun de la Wrestlemania în care a pierdut în fața lui Undertaker. Triple H l-a căutat pe Shawn peste tot și a reușit să îl găsească la un restaurant din Chicago în care HBK lucra iar Triple H a reușit să îl convingă și aceștia s-au reunit din nou unde la SummerSlam în 2009 Cei din DX au intrat cu un tanc și au reușit să câștige meciul în fața grupării din Legacy(Ted Dibiase și Cody Rhodes) dar cei din DX au avut parte și de momente neplăcute în care aceștia au pierdut meciul la Breaking Point în care HBK a cedat în fața lui Cody Rhodes iar la Hell cei din DX au câștigat meciul unde a mai rămas în cușcă cu Cody Rhodes.
- La Bragging Rights cei din DX au fost căpitanii RAW-ULUI dîn care au mai făcut parte Jack Swagger, Cody Rhodes,Mark Henry, Kofi Kingston și au pierdut meciul în fața echipei SmackDown în care au fost căpitanii Jericho Kane iar din echipa SmackDown au mai făcut parte Cryme Time, Dinastia Hart și  R-Truth iar la noul PPV TLC DX devin pentru prima dată campioni la echipe care reușesc să le ia centurile unificate lui Big Show și Chris Jericho.

- Pe 28 decembrie 2009 Hornswooggle a fost primit în DX după ce a avut conflicte în nenumărate rânduri cu Triple H și Shawn Michaels.  Aceștia au fost chemați și în judecată dar până la urmă HHH și HBK l-au primit în DX în care ,,micul bastard,, Hornswooggle este mascota lor.

Ei se vor forma în 2007 la întoarcerea lui Shawn Michaels . Dușmanii lor fiind echipa ( fostul stable) Rated R.K.O formată din Legend Killer ( Cel ce omoară legende) Randy Orton și fostul coechipier al lui The Rated R Superstar (Superstarul cu categoria de putere R ) Edge - cel care acum luptă în divizia Smack - Down. Între timp între cei doi wrestleri au existat diferite conflicte și meciuri la sfârșitul cărora a câștigat Michaels, dar și meciuri în care a câștigat Triple H, ca rezultat fiind destrămarea echipei. În Ianuarie 2009 Michaels este angajat de JBL(criza financiară afectându-l pe Shawn iar acesta acceptând oferta lui JBL de a-i fi angajat) pentru a-l ajuta să-l învingă pe Campionul WWE de atunci John Cena.Triple H apărând într-o seară și spunându-i că de ce nu a apelat la el pentru bani acesta refuzând să răspundă dar probabil din cauza conflictelor din trecut. Între Cena și JBL fiind un meci la Royal Rumble 2009 unde Shawn le-a făcut amândurora câte un Sweet Chin Music iar Michaels punându-l pe JBL peste Cena dar nu avea cine să numere deoarece arbitrul fusese lovit cu un Clothsline din Iad de JBL.După momente bune un arbitru a sosit dar Cena a rezistat iar la sfârșitul meciului Cena a ieșit câștigător.După acestea Michaels fiind concediat iar acesta orientându-se spre ,,trofeul de la Wrestlemania și anume Undertaker pentru a vedea cine se înfruntă cu Undertaker este anunțat un meci :Shawn Michaels vs Vladimir Koslov(acesta fiind neînfrânt până în acel moment).Shawn Michaels câștigă în urma unui Sweet Chin Music și sfârșindu-i seria de neînfrângeri a lui Kozlov.Între timp anul 2009 începea bine pentru Triple H care participă la Royal Rumble fiind eliminat ultimul de către Randy Orton.Drumul spre Wrestlemania urma să continue la Elimination Chamber unde câștigă Centura WWE într-un meci în cușcă alături de alți 5 wrestleri.Între timp Randy Orton înnebunește la propriu unde se ceartă cu Stephanie McMahon(fiica patronului Vince McMahon și soția lui Triple H).La un Raw unde Stephanie nu a mai putut să se înțeleagă cu Orton a apărut Vince McMahon patronul WWE-ului unde acesta urma să îi spună lui Orton că este concediat iar acesta l-a lovit cu piciorul în cap.Au urmat săptămâni lungi în care Stephanie McMahon și fratele acsteia Shane McMahon au fost loviți în cap.Triple H nemaiputând să se abțină și venind în Raw pentru a-i înfrunta pe membrii Legacy(Orton,Dibiase,Rhodes)ca rezultat al confruntărilor acestora Randy Orton își folosește șansa câștigată la Royal Rumble pentru un meci cu Triple H la Wrestlemania pentru centura WWE.
La Wrestlemania un mare meci a avut loc și anume meciul dintre Undertaker și Michaels. După o lungă confruntare în care au fost 2 Sweet Chin Music în urma a 2 Thumbstone Piledriver, un al treilea Thumbstone a pus capăt meciului frumos de la Wrestlemania în urma căruia Undertaker și-a păstrat invincibilitatea la Wrestlemania(17-0). De cealaltă parte Triple H reușește să-și păstreze centura. După Wrestlemania a urmat Draftul în urma căruia Triple H a fost transferat în Raw iar conflictul lua amploare. A fost o jumătate de an în care Triple H și Legacy au avut nenumărate confruntări.Până într-o seară de Raw când Hunter a fost înfrânt de Rhodes și Dibiase Triple H a afirmat că are nevoie de ajutor iar persoana perfectă fiind Michaels. După lungi căutări Hunter l-a găsit pe Michaels deghizat ca bucătar într-un restaurant, unde cu greu Hunter l-a convins pe Michaels să revină în wrestling în echipa DX. Într-un Raw, înaintea PPV-ului Summerslam DX-ul a revenit fiind bătut de Rhodes și Dibiase. În urma acestora urmează un meci la Summerslam și anume DX vs Rhodes & Dibiase. După o intrare cum rar vezi în Wrestling cu tank și soldați DX-ul își face intrarea pe tank,și câștigă meciul cu greu în urma unui Sween Chin Music făcut de Michaels care nu mai participase într-un meci de wrestling de la Wrestlemania. La următorul PPV Dx-ul urma să se înfrunte într-un meci de tip Submission în urma căruia Michaels a cedat iar Rhodes și Dibiase câștigă meciul.La PPV-ul WWE Hell in a Cell un ultim meci avea să aibă loc între Moștenirea lui Orton și Dx-ul.În timpul meciului Triple H a fost dat afară din cușcă de către cei doi iar Michaels a fost măcelărit sub privirea lui Triple H.Triple H găsind o cale de a intra din nou în cușcă îi bate pe cei doi și DX-ul câștigă meciul.După ce conflictul dintre cele două echipe avea să ia sfârșit DX-ul avea să ia parte la un alt conflict și anume cu Chris Jericho și Big Show(Jeri-Show),Campionii Unificați la echipe (cei doi dețineau ambele centuri mondiale la echipe),după o confruntare în care DX-ul a pierdut în urma unui meci la WWe TLC între DX și Jeri-Show,un meci de tipul TLC(Tabels, Laders and Chairs)în urma căruia membrii DX-ului aveau să devină campioni Unificați la echipe. La următorul Raw în care au avut loc premile Slammy Awards, unde Michaels a câștigat premiul de cel mai frumos meci al anului și anume cel de la Wrestlemania cu Undertaker și a cerut o revanșă față de acesta la Wrestlemania 26, avea să aibă loc meciul DX vs Jeri-Show terminat prin descalificarea lui Michaels dar DX-ul păstrându-și centurile.La Smack Down DX-ul urma sa aibă un meci cu Dinastia Hart în urma căreia DX-ul reușea să păstreze centurile dar de data aceasta printr-un pinfall.
La Raw Dx sunt chemați la judecata oamenilor mici unde cei din D-Generation X sunt judecați de Hornswooglle și ai lui. Cei din Dx sunt dați afară după ce Hornswooggle și ceilalți pitici aruncă cu gunoaie în Dx. Pe urmă tot la Raw în Main-event JERISHOW vor să îi dea bătaie lui Hornswooggle dar cei din DX îl apără pe micuțul Hornswooggle, iar cei din DX îl primesc în echipa lor care Hornswooggle va fi mascota lor.

### 2010
La Raw Dx și Hornswooggle câștigă meciul cu Jerishow unde Shawn MIchaels îi aplică lui Chris Jericho un sweet chin muisc
- La Royal Rumble Triple H și Shawn Michaels reușesc să scoată din Rumble Triple H pe Kane,Punk și cu Shawn pe Drew McYntire,iar Shawn Michaels îl scoate pe bunul său prieten Triple H,Ted Dibiase jr,John Morisson,Cody Rhodes și Carlito dar Shawn Michaels este eliminat de Batista după ce Michaels a rezistat 21 de minute.
- La RAW cei din DX pierd centurile unificate la echipe într-un meci de tip triple threat din care mai fac parte noua echipă Big Show și The Miz ,iar cealaltă echipă Cm Punk,Luke Galloise dar Big Show și The Miz devin campioni unificați,dar la Elimination Chamber Triple H este implicat în meciul pentru centura WWE din care fac parte John Cena,Ted Dibiase jr,Kofi Kingston,Randy Orton și campionul wwe Sheamus,iar Shawn Michaels a pierdut șansa la Elimination pentru că a pierdut meciul pentru șansa de calificare în fața lui Orton,iar Triple H a reușit să câștige meciul pentru calificare împotriva lui Swagger.

Pe 1 martie D-Generation X se unește din nou și se luptă cu campionii unificați la echipe cu The Big Show și The Miz iar această echipă se numește Shomiz iar cei din DX pierd acest meci unde The Undertaker îi atrage atenția lui HBK prin ecranul de la rampa de intrare iar Shawn se uită la Undertaker iar The Miz reușește să îl numere până la 3,și pe urmă Triple H se uită la Shawn Michaels iar HBK pleacă dar mai apoi Triple H este atacat de irlandezul Sheamus unde îl distruge pe regele regilor și îl aruncă prin masa comentatorilor.
La Wrestlemania 26 Shawn Michaels se va lupta din nou cu ,,Fenomenul,,The Undertaker pentru a opri dominația lui Taker care are 17-0 iar Shawn vrea să fie singurul care să îl bată pe Undertaker la Wrestlemania,iar anul trecut Shawn era cât pe ce să îl bată pe Undertaker dar nu a reușit,iar Triple H a început un nou feud cu războinicul celtic Sheamus în care acești doi luptători se vor întâlni la Wrestlemania 26.
- După Wrestlemania 26, D-Generation X se va despărți, pentru că HBK va pierde meciul Career VS Streak.Triple H va avea o soartă mai bună la WM și îl va bate pe Sheamus.

După aceea la WM 27 HBK intră în Hall of Fame și Triple H pierde meciul împotriva lui Undertaker care a ajuns la scorul de 19-0. Astfel ei se despart la WM 27 unul intrând în Hall of Fame , iar celălalt continuând să lupte în WWE.

## 2011
Triple H își amintește de vremurile bune,alături de  Michaels,în echipa D-X,după ce execută un ,,game" pe Zack Ryder,Ryder fiind singurul care îl susține pe șef în prima parte a grevei wwe-ului!
Shawn Michael revine în ring dar este întrerupt de Alberto del Rio,care încasează un ,,switch in music"!
Shawn Michael fiind prima persoană care intră în preselecția ,,Hall of Fame".

## 2012
Triple H devine managerul general al raw-ului dar își perde această slujbă în favoarea lui John Laurinatis.HBK și HHH au o dispută la raw în privința meciului de la WM 28 unde Undertaker îl provocase din nou pe Hunter dar acesta refuzase. Până la urmă HHH acceptă meciul cu Undertaker,dar cu o singură condiție: -să fie un meci de tipul "HELL IN A CELL"